# 長嶺陂駅
長嶺陂駅（ちょうれいひ-えき）は中華人民共和国深圳市南山区に位置する深圳地下鉄環中線の駅。

## 駅構造
| 環中線ホーム (U3F) | 相対式ホーム        |
| 環中線ホーム (U3F) | ←■環中線 赤湾方面   |
| 環中線ホーム (U3F) | ←■環中線 赤湾方面   |
| 環中線ホーム (U3F) | 島式ホーム          |
| 環中線ホーム (U3F) | ■環中線 黄貝嶺方面→ |
| 環中線ホーム (U3F) | ■環中線 黄貝嶺方面→ |
| 環中線ホーム (U3F) | 相対式ホーム        |

## 歴史
- 2011年6月22日 - 開業。

## 隣の駅
深圳地下鉄
■環中線
塘朗駅 - 長嶺陂駅 - 深圳北站駅